# Arctic Torrent
Arctic Torrent é um cliente BitTorrent minimalista de código aberto escrito em C++ para Windows XP/2k/2k3.
O programa foi criado com a intenção de usar o menor quantidade de RAM e CPU possível.